# Rossia brachyura
Rossia brachyura е вид главоного от семейство Sepiolidae.

## Разпространение и местообитание
Видът е разпространен в Бонер, Кюрасао, Саба, Свети Мартин, Сен Естатиус и Синт Мартен.
Обитава океани и морета в райони с тропически климат.